# Boodschapper (verhaal)
Boodschapper is een sciencefictionverhaal van de Vlamink Bob van Laerhoven. Hij noemde het genre zelf liever social fiction. Het was het vierde verhaal in de verhalenbundel Ganymedes 4, uitgegeven door A.W. Bruna Uitgevers. Die verhalenbundel kwam tot stand door het inzenden van lezers en andere liefhebbers van het genre, die weleens een eigen verhaal op papier wilden zetten.

## Het verhaal
Het verhaal speelt zich af in een onvermelde tijd en gaat over de voor- en nadelen van voortschrijdende techniek. Plaats van handeling is een armoedige streek en de strijd vindt plaats tussen twee dorpen Erasp en Venkoy. Erasp blijft armetierig achter als vreemde wezens een ruimtehaven installeren in Venkoy. Dat gaat mee in de vaart der volkeren en Erasp blijft achter. De vraag is of alle moderne en mooie techniek in Venkoy een voordeel kunnen zijn voor Erasp en omgeving; blijft de volksziel gehandhaafd of wordt alles grijze eenheidsworst.